# Акакалида
Акакалида (Ἀκακαλλίς) је била ћерка критског краља Миноја која је, по критској традицији, родила Хермесу сина Кидона; по Тегејанима пак Кидон је био син Тегејата и имигрирао је на Крит из Тегеје. Аполону је родила сина Милета кога је из страха од свог оца склонила у шуму; тамо су га пазили и дојили вукови све док га нису пронашли пастири који су га одгојили. Од осталих синова рођених у вези са Аполоном спомињу се Амфитемид и Гарам. Аполодор је зове Акала (Ἀκάλλη), али не спомиње да је имала сина Милета са Аполоном. Уобичајено име за нарцис на Криту било је акалида.